# Nonen (kalender)
De nonen (Latijn: nonae) zijn in de Romeinse kalender de negende dagen voor de Iden (inclusief) van de maand.
Voor de maanden maart, mei, juli en oktober betekent dit de zevende dag. Voor januari, februari, april, juni, augustus, september, november en december is dit de vijfde dag.